# 長谷部真理子
長谷部 真理子（はせべ まりこ、旧姓：塚原、1961年4月25日 - ）は、元仙台放送のアナウンサーでニュースキャスター。
青森県出身。青森県立八戸高等学校、宮城教育大学卒業後、1984年、仙台放送にアナウンサーとして入社。『塚原真理子』として活躍。仙台放送イブニングニュース（後にFNN仙台放送スーパータイム）、仙台放送制作のバラエティー番組、『サタデーマガジンα （サタマガ）』でも司会を務めた。退社後結婚し、『長谷部真理子』としてフジテレビのニュース番組でキャスターとして登場。人気も全国区となった。現在の、アナドルの先駆けの一人である。宮城教育大学時代「ミスみやきょう」に選ばれる。

## 過去の出演番組
仙台放送アナウンサー時代
- サタデーマガジンα - 2代目総合司会

仙台放送イブニングニュース
フリーランス時代
| 期間                              | 期間                                | 番組名                            | 役職                       | 担当日 |
| --------------------------------- | ----------------------------------- | --------------------------------- | -------------------------- | ------ |
| 1991年4月1日 および 1992年6月29日 | 1991年12月27日 および 1994年3月31日 | FNN NEWSCOM（フジテレビ）         | キャスター                 | 平日   |
| 1994年4月2日                      | 1994年12月25日                      | LIVE'94スポーツWAVE（フジテレビ） | ニュースコーナーキャスター | 休日   |